# Aleksandr Konstantinovič Glazunov
Aleksandr Konstantinovič Glazunov (in russo Александр Константинович Глазунов?) (San Pietroburgo, 10 agosto 1865 – Neuilly-sur-Seine, 21 marzo 1936) è stato un compositore e direttore d'orchestra russo.

## Biografia
Figlio di un editore, ebbe una solida formazione generale e brevi studi musicali.

Fu allievo di Rimskij-Korsakov, il più moderno componente del Gruppo dei Cinque, ed ebbe come mecenate ed ammiratore l'editore Mitrofan Beljaev, che fondò una casa editrice allo scopo di pubblicare le sue opere; non gli mancò il favore della critica e del pubblico. In patria ebbe l'appoggio di Milij Balakirev, che diresse la sua Sinfonia n. 1, composta quando aveva sedici anni; all'estero la sua opera fu divulgata da Franz Liszt.
Le sue sinfonie seguono l'esempio di Čajkovskij, sebbene in forma più europea, e costituiscono un importante elemento di transizione fra il grande sinfonista russo e la nuova scuola sinfonica del Novecento sovietico, i cui principali compositori furono direttamente o indirettamente suoi allievi.
Fu prima insegnante (dal 1899) e poi direttore (dal 1905) del conservatorio di San Pietroburgo. Dopo il 1918 si adoperò per la ricostruzione del conservatorio. Nel 1928 abbandonò l'Unione Sovietica per stabilirsi a Parigi.
Come insegnante formò molti musicisti russi tra cui Dmitrij Šostakovič; fu un apprezzato direttore d'orchestra. Oggi viene considerato un maestro della strumentazione, secondo solo a Rimskij-Korsakov.

## Composizioni
Glazunov compose prevalentemente musiche per orchestra e da balletto, tra le quali primeggia Rajmonda. Le sue sinfonie più note, anche a causa di giudizi dell'epoca, sono la Quinta e la Sesta. Nonostante ciò la fresca e scattante Settima e la malinconica e meditativa Ottava sono senza dubbio due capolavori.